# Ильясов, Наги
Наги Ильясов (6 ноября 1920, аул № 8 колхоза «Красная коммуна», Кызылординская область Казахская ССР — 6 мая 1987) — командир отделения разведки 2-го дивизиона 473-го артиллерийского полка 99-й стрелковой дивизии 46-й армии 2-го Украинского фронта, ефрейтор, Герой Советского Союза.

## Биография
Ильясов Наги родился 6 ноября 1920 года в ауле № 8 колхоза «Красная коммуна» Казахской ССР. Национальность — казах, род жаппас-баймурат, прямой потомок в шестом колене бия, батыра Баймурата (~1700−1766 гг.), по линии его сына Алана. Баймурат-батыр был одним из биев хана Младшего жуза Нуралы-хана, старшего сына Абулхайр-хана. Имя Баймурат является ураном рода жаппас, который входит в западно-казахское объединение алшын, подразделение байулы. Бий Баймурат-батыр историческая личность, его описал в своём журнале переводчик Коллегии иностранных дел, российский посол, генерал-майор Кутлу-Мухаммед Мамешевич Тевкелев (1674−1766 гг.).
Наги Ильясов год воспитывался в одном из первых детских домов Казахстана городе-станции Арысь (ныне детский дом № 1 им. Т. Тажибаева в г. Арысь), а затем в детдоме г. Ташкента, где и окончил школу. В 1939 году окончил рабфак Ташкентского педагогического училища и начал трудовую деятельность учителем начальной средней школы Верхне-Чирчикского района Ташкентской области (1939−1940 гг.). Затем работал учителем неполной средней школы имени Э.Тельмана в родном ауле в Теренозекском районе Кзылординской области.

### Служба в армии
В 1942 году был призван в Красную Армию. Участник Великой Отечественной войны с сентября 1942 года. Боевое крещение получил в начале сентября 1942 года у посёлка Халхута под Астраханью. Служил командиром отделения разведки 2-го дивизиона, 473-го артиллерийского полка, 99-й стрелковой дивизии 46-й армии, 2-го Украинского фронта. Наги Ильясов в ночь на 5 декабря 1944 года в числе первых переправился на правый берег реки Дунай (юго-западная часть г. Будапешта), в составе штурмовой группы участвовал в боях при овладении с. Майошхаза (7 км восточнее г. Эрчи, Венгрия) и в отражении контратак врага. Был ранен, но остался в строю. Разведчики перерезали дорогу, ведущую в Будапешт, разгромили вражеский обоз, подорвали 9 автомобилей.
Указом Президиума Верховного Совета СССР от 24 марта 1945 года за образцовое выполнение боевых задач командования на фронте борьбы с немецко-фашистскими захватчиками и проявленные при этом мужество и героизм Наги Ильясову присвоено звание Героя Советского Союза с вручением ордена Ленина и медали «Золотая Звезда».
Ильясов Наги был участником парада Победы 24 июня 1945 г. в г. Москве, где Красную площадь прошёл парадно-строевым маршем в составе колонн сводных полков 1−4-го Украинских фронтов.

### После войны
После демобилизации в 1945 году до 1950 года проработал на комсомольской и партийной работе в г. Кызыл-Орде. Успешно завершив в 1952 году учёбу в Высшей партийной школе при ЦК КП Казахстана, направлен вторым секретарём в Тюлькубасский райком (Южно-Казахстанский край, Тюлькубасский район, село Ванновка). Впервые в Казахстане организовал и был директором (07.1956 — 05.1960) Тереньозекского каракулеводческого совхоза «Караозек» (Тереньозекский район, Кзылординская область).
В 1966−1972 гг. — директор рисоводческого совхоза имени 50-летия Казахской ССР (Тереньозекский район, Кзылординская область), который также организовал с нуля, ныне — аграрное объединение имени Героя Советского Союза Наги Ильясова (Сырдарьинский район, Кзылординская область).
С июля 1972 года по июнь 1976 года — директор совхоза «Комсомольский» Сырдарьинского района, Кзылординской области. Затем работал в Кзылординском облисполкоме, далее жил в Алма-Ате и работал в Главриссовхозстрое министерства мелиорации и водного хозяйства СССР. С 07.1981 по 06.05.1987 был пенсионером союзного значения.
Ушёл из жизни 6 мая 1987 года в Алма-Ате. Похоронен на городском кладбище г. Кзыл-Орда, где сооружён крупный мемориальный памятник из гранита и мрамора и установлен его бронзовый бюст. Рядом с ним похоронена жена Кульбаршин Калимардановна Маштакова (09.05.1928 — 11.09.2011), дочь репрессированного Советской властью, потомственного ногайского мурзы Калимардана Абдуллаева.
Наги Ильясов и его супруга Маштакова Кульбаршин родили (четырёх сыновей и дочь): четверо из них стали учёными (имеют степени докторов и кандидатов наук СССР), а один дипломат.

## Награды
- Медаль «Золотая Звезда» (24.03.1945)[6][7].
- Орден Ленина (24.03.1945).
- Орден Отечественной войны 1-й степени.
- Орден Трудового Красного Знамени.
- Орден Трудового Красного Знамени.
- Орден Славы 3-й степени (04.09.1944)[8].
- Медаль «За отвагу» (13.04.1944)[9].
- Медаль «За боевые заслуги» (22.08.1943)[10].
- Золотая медаль ВДНХ.
- Бронзовая медаль ВДНХ.

## Память
- Имя Героя Советского Союза Наги Ильясова, носит его родной аул[11] (бывший совхоз имени 50-летия Казахской ССР) в Сырдарьинском районе Кзылординской области, который сегодня стал цветущим городком[12].
- Имя Героя присвоено средней школе, улицам в г. Кзыл-Орде и области.
- В г. Арысь Южно-Казахстанской области, где прошли первые годы детдомовской жизни, установлен бюст.
- С 2010 года ЦДО «Пифагор» проводит олимпиаду, посвящённую Наги Ильясову[13].
- Имя Героя Советского Союза Наги Ильясова увековечено в Зале Славы[14] Центрального музея Великой Отечественной войны на Поклонной горе г. Москвы, в списке получивших это звание за подвиги, совершённые в годы Великой Отечественной войны 1941−1945 гг.

##### На казахском языке
- «Батырдың Рухы» — Республиқалық қоғамдық-саяси газет «Президент және Халық», № 17(399), 3 бет, 26 сәуір, жұма, 2013 жыл. WWW.PR-HAL.KZ
- Қызылорда облыстық мұрағаты. Нағи Ілиясовтың жеке тектік қоры. Р-755. Опись 1−23.
- «Совет Одағының Қазақстандық Батырлары», А−Л. 1 том. — Алматы қаласы: «Қазахстан баспасы», 1968. — 301−302 бет. — 472 бет.
- Энциклопедия «Сыр Елі», бас ред. Б. Е. Аяған. — Алматы қаласы, 2005. — 544 бет. — бет. 536.
- Айбын. Энциклопедия. / Бас ред. Б.Ө.Жақып. — Алматы қаласы: «Қазақ энциклопедиясы», 2011. — 880 бет.
- Қазақстан Ұлттық энциклопедия, 9 том. Ұ — І. — Алматы қаласы: «Қазақ энциклопедиясының», 2007. — 688 бет. — бет. 656.
- Т. Сүлейменов. Очерк «Нағи Ілиясов». — Алматы қаласы: «Жазушы», 1974.
- А. Х. Айдосов, Ы. Қалиев, М. Қ. — Қызылорда қаласы: «Тұмар», 2005. — 296 бет. — бет 138.
- Н. Ілиясов «Жауынгер жолы». — Алматы қаласы: «Қазақстан», 1988. — 200 бет.
- Н. Ілиясов «Жауынгер жолы». (2-е изд. доп.). — Алматы қаласы: «Полиграфкомбинат», 2011. — 452 бет.
- Серік Қожахметов «Батырдың байтақ әлемі». — Алматы қаласы: «Полиграфкомбинат», 2011. — 136 бет.

##### Публикации о Наги Ильясове на венгерском языке
- Газета «Népszava», cserda, 1982 év, máyus 12, oldal 5 — Vendég Kazahsztánböl NEVE KRISTÁLYT JELENT.
- Журнал «Ország Világ», 1982 év, máyus 26, oldal 6-7 — PETROSZJÁN EZREDES.
- Газета «Magyar Nemzet», csütörtök, 1982 év, máyus 6, oldal 3 — Szovjet veteránok Budapesten.
- Газета «Magyar Nemzet», szombat, 1982 év, máyus 8, oldal 3 — Párbeszéd és együttműködes az enyhülésért, A békehónap megnyitója a Parlamentben.
- Газета «Népszabatság», csütörtök, 1982 év, máyus 6, oldal 1 — A Béke és barátság hónap rendezvényeire Szovjet veteránok érkestek hazánkba.
- Газета «Népszabatság», csütörtök, 1982 év, máyus 13, oldal 1 — A szocialista országok közössége békét akar, Tudományos tanácskozás Békescsabás — Elutazott a szovjet béketanács küldöttsége.
- Газета «Magyar Hirlap», csütörtök, 1982 év, máyus 6, oldal 4 — Szovjet veteránok Budapesten.
- Газета «Magyar Hirlap», kedd, 1982 év, máyus 11, oldal 1 és 8 — Békegyűlések országszete, Megkezdődött a béke és barátsági hónap, Ünnepségek a győzelem napján.
- Газета «Magyar Hirlap», csütörtök, 1982 év, máyus 13, oldal 9 — Szovjet veteránok látogatása.